# Moszek Dłużnowski
Moszek Dłużnowski (od 1942 Moshe Dluznowsky, Dunow) (ur. 22 lutego 1903 w Tomaszowie Rawskim (Mazowieckim), zm. 30 lipca 1977 w Nowym Jorku) – dziennikarz, publicysta, pisarz, dramaturg żydowski, redaktor czasopisma tomaszowskiego „Tomaszower Wochenblat”. 

## Rodzina i edukacja
Pochodził z niezamożnej rodziny żydowskiej. Był synem Mordechaja Henocha Dłużnowskiego (1870–1934), drobnego sklepikarza, i Estery z domu Pijus (1870–1942), córki Rywena i Brandli. Miał czterech starszych braci oraz młodszą siostrę. Nauki pobierał w rodzinnym mieście. Ukończył cheder Icchaka Miltera, który był kuźnią dla wielu pisarzy i dziennikarzy piszących w języku jidysz. 
W lipcu 1947 w Nowym Jorku poślubił Bertę Klebanow (zm. 1994), emigrantkę z Mińska, nauczycielkę zaangażowaną w czynną działalność w zakresie kultury żydowskiej i języka jidysz. Miał z nią dwoje dzieci: pozostawił córkę Esti Dunow (ur. 1948), malarkę i historyka sztuki, specjalistkę od sztuki żydowskiej (zwłaszcza twórczości malarza Chaima Soutine) i syna Henry Dunowa (ur. 1953), agenta literackiego, współwłaściciela (od r. 1997) agencji „Dunow, Carlson and Lerner Literary Agency”. Syn Henry, który wraz z siostrą przyjął nazwisko w zamerykanizowanej wersji Dunow, opublikował wspomnienie o ojcu i rodzinie pt. The Way Home: Scenes from a Season, Lessons from a Lifetime (2001).

## Działalność dziennikarska w Europie
W latach 1925–1930 był redaktorem czasopisma lokalnego „Tomaszower Wochenblat”, wydawanego w języku jidysz. Należał do partii syjonistycznej „Poalej-Syjon”. W 1930 opuścił rodzinne miasto i wyemigrował do Francji. Osiedlił się w Paryżu, gdzie mieszkał już starszy brat Abram (brat po aneksji Francji został aresztowany w Paryżu, następnie wywieziony do obozu koncentracyjnego w Auschwitz-Birkenau; tam zginął 25 IV 1942 r.). W Paryżu Mosze Dłużnowski był korespondentem kilku czasopism żydowskich, m.in. „Parizer Wochenblat”. Przed aneksją Francji przez hitlerowców przeniósł się do Maroka. Stamtąd w r. 1942 udał się do Stanów Zjednoczonych Ameryki Północnej. 

## Działalność twórcza w Stanach Zjednoczonych
Po emigracji na kontynent amerykański Mosze Dłużnowski mieszkał w Nowym Jorku. Kontynuował działalność dziennikarską i literacką w języku jidysz. Swoje utwory literackie i krytyczne umieszczał w nowojorskim czasopiśmie żydowskim „Forwerts / The Forwards”), a także w czasopismach żydowskich wydawanych w Paryżu, Buenos Aires, Meksyku oraz w Izraelu. Należał do amerykańskiego stowarzyszenia pisarzy żydowskich (Yiddish PEN Club). Utrzymywał dobre stosunki z innymi pisarzami żydowskimi polskiego pochodzenia, m.in. z Isaakiem Bashevisem Singerem (1904–1991), przyszłym laureatem nagrody Nobla (w r. 1978). W 1949 Dłużnowski otrzymał nagrodę literacką im. Cwi Kessela (Zvi Kessel Literary Price) za książkę Dos Rod fun Mazel („Koło Fortuny”, New York 1949, s. 419). Najbardziej znana sztuka Dłużnowskiego Der ajnzame szif / The Lonesome Ship („Samotny statek”) była z powodzeniem grana w Nowym Jorku i w Los Angeles (w reżyserii Moryca Schwartza, 1888–1960), a także w Teatrze Żydowskim Idy Kamińskiej w Warszawie (premiera polska: 17 czerwca 1961). 
Pod koniec życia chorował poważnie na serce. Zmarł nagle po drugim ataku serca. 

## Wybrane publikacje książkowe
Mosze Dłużnowski był autorem licznych nowel, esejów i sztuk teatralnych napisanych w języku jidisz. Ważniejsze pozycje książkowe to: 
- Dos Rod fun Mazel („Koło Fortuny”, New York 1949, s. 419) – książka nagrodzona nagrodą literacką im. Cwi Kessella;
- A brunem baym veg („Studnia przy drodze”, Buenos Aires 1953, s. 254);
- Dem tepers tejter (1955); wersja hiszpańska (Las Hijas del alfarero, Buenos Aires 1959, traducido por Arie Zafrán y Susana R. de Zafrán, s. 503) i angielska (The Potter’s Daughter, London 1959).
- Harbst in vayngortn: dertseylungen un drames (“Jesień w winnicy: nowele i dramaty”, Buenos Aires 1956, s. 321);
- Der Rayvogn (Buenos Aires 1958);
- Vi a Boim in feld („Drzewo na polu”, Buenos Aires 1958, s. 492);
- Vintmiln („Wiatraki”, Buenos Aires 1963, s. 560);
- Tirn un fentster (“Drzwi i okna”, Buenos Aires 1966, s. 228).
- sztuka Der ajnzame szif („Samotny statek”) – najbardziej znane dzieło dramatyczne Dłużnowskiego.

## Literatura
- A. Cygielman, Tomaszow Mazowiecki, w: Encyclopaedia Judaica, vol. 15, Jerusalem 1982, s. 1215 (tu, Moshe Dolzenowsky);
- Henry Dunow, The Way Home: Scenes from a Season, Lessons from a Lifetime, New York 2001, s. 65-84, 188-193, 229-230;
- Beate Kosmala, Juden und Deutsche im polnischen Haus. Tomaszów Mazowiecki 1914-1939, Berlin 2001, s. 47 (notka biogr.), 99-101;
- B. Katz, Moyshe Dluznovski, „Mendele: Yiddish Litterature and Yiddish Language”, vol. 7, nr 164, z dn. 6 III 1998;
- J. Leftwich (ed.), An Anthology of Modern Yiddish Literature, The Hague – Paris 1974, s. 329-330 (nota biogr.);
- F. Mohrer, M. Web (eds.), Guide to the YIVO Archives, New York 1997, s. 68;
- N. Sandrow, Vagabond Stars: A World History of Yiddish Theater, Syracuse 1996, s. VI, 256, 406, 431, 436 (tu, Moyshe Dluzhnovsky);
- Krzysztof Tomasz Witczak, Słownik biograficzny Żydów tomaszowskich, Łódź - Tomaszów Mazowiecki 2010, Wydawnictwo Uniwersytetu Łódzkiego, ISBN 978-83-7525-358-0, s. 78-79 (biogram, fot.).